# Willie DeWit
Willie DeWit (Three Hills, Alberta, 13 juni 1961) is een Canadees bokser. DeWit kwam uit voor Canada in de categorie zwaargewicht en won de zilveren medaille op de Olympische Spelen van 1984. DeWit heeft Nederlandse ouders. DeWit en teamgenoot Shawn O'Sullivan waren zwaar favoriet op de Spelen, omdat beiden wereldkampioen waren.
Willie DeWit won in de halve finale van de Nederlander Arnold Vanderlyde die daarmee de eerste van zijn drie bronzen medailles op de Olympische Spelen behaalde. In de finale verloor hij van de Amerikaan Henry Tillman en moest daardoor genoegen nemen met de zilveren medaille.
DeWit had een kortstondige professionele carrière, hij ging in een verpletterende 2e ronde technisch KO in een gevecht met Bert Cooper in 1987. Het verlies tegen Cooper werd DeWit's enige nederlaag in zijn carrière, omdat hij na zes opeenvolgende overwinningen, waarvan de laatste overwinning tegen Henry Tillman, waar hij in de finale op de Olympische Spelen in 1984 van verloor, stopte.
Hoewel DeWit slechts één keer had verloren, hij nog steeds Canadees kampioen was en zich bleek te hebben hersteld van zijn verliespartij tegen Cooper, verkoos hij te stoppen en rechten te gaan studeren. DeWit werkte een tijd als strafrechtadvocaat. In 2017 werd hij benoemd tot rechter in the Court of Queen's Bench of Alberta.